# Atrina pectinata
Espèce
Synonymes
- Atrina (Servatrina) pectinata (Linnaeus, 1767)[1]
- Pinna hanleyi Reeve, 1858[1]
- Pinna pectinata Linnaeus, 1767[1]

Atrina pectinata est une espèce de mollusques bivalves de la famille des Pinnidae.

## Description
C'est un coquillage de grande taille, qui peut atteindre 30 cm de long, et que l'on trouve communément dans les eaux japonaises, coréennes et chinoises. On le rencontre dans des fonds marins boueux et sablonneux, où il peut s'enfouir jusqu'à 20 cm de profondeur[source insuffisante].

## Utilisations
Cette espèce est pêchée commercialement.
Le byssus a été utilisé en Sardaigne pour tisser de la soie de mer (en), en remplacement du byssus de Pinna nobilis, espèce en danger critique d'extinction.